# Jupiter Indiges
Theo nhà sử học La mã Livy, Jupiter Indiges là tên được trao cho vị anh hùng Aeneas. Trong một số phiên bản của câu chuyện của mình, ông được nuôi dưỡng để trở thành một vị thần sau khi ông qua đời bởi Numicius, một vị thần địa phương của dòng sông cùng tên, theo yêu cầu của mẹ Venus của Aeneas. Tiêu đề Pater Indiges hoặc Indiges đơn giản cũng được sử dụng.
Nhà sử học Hy Lạp Dionysius của Halicarnassus lưu ý rằng khi cơ thể của Aeneas không được tìm thấy sau một trận chiến giữa nhóm Trojan của ông lưu vong ở Ý và người bản xứ Rutơ, người ta cho rằng ông đã bị các vị thần đưa lên để trở thành một vị thần. Ông cũng trình bày giải thích thay thế rằng Aeneas có thể đã chết đuối dưới sông Numicus và rằng một ngôi đền trong ký ức của ông đã được xây dựng ở đó.
Thuật ngữ "Indiges", được một số người nghĩ đến từ cùng một gốc như "bản địa", có thể phản ánh thực tế rằng những vị thần nhỏ này (gọi chung là Di di cư) có nguồn gốc địa phương ở Ý. Một lời giải thích thay thế là họ là những cá nhân được nuôi dưỡng về vị thế của các vị thần sau khi chết. So sánh ví dụ Sol Indiges.